# Анално изхвърлящ
Терминът анално изхвърлящ (или анално експулсивен) се свързва с черти на личността, фиксирана в аналния стадий на психосексуалното развитие.
Зигмунд Фройд предполага, че по време на аналния стадий основната зона на удоволствие се премества от устата към ануса. За детето на този етап на развитие е характерно получаването на удолоствие от контрола на движението в червата. Конфликтите с родителите, свързани с приучването на хигиенни навици (като ходене до тоалетна), може да доведе до фиксация на този стадий, която може да се изрази в анално задържаща или анално изхвърляща личност.
Анално изхвърлящата личност е общо дефинирана като показваща жестокост, емоционални изблици, дезорганизация, самоувереност, (понякога) артистични заложби, великодушие, непокорство и обща немарливост.